# NGC 4986
NGC 4986 é uma galáxia espiral barrada (SBb) localizada na direcção da constelação de Canes Venatici. Possui uma declinação de +35° 12' 19" e uma ascensão recta de 13 horas, 08 minutos e 24,5 segundos.
A galáxia NGC 4986 foi descoberta em 1 de Maio de 1785 por William Herschel.